# GTPase

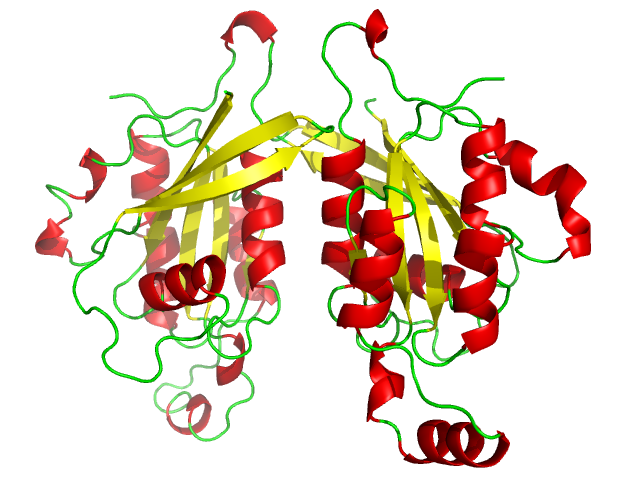
Structure de la GTPase placentaire CDC42 liée au GDP.

Les GTPases (pour guanosine triphosphate-phosphohydrolase) sont une classe importante d'enzymes qui catalysent l'hydrolyse de la guanosine triphosphate (GTP) pour donner une guanosine diphosphate (GDP) et un ion phosphate. La fixation du GTP est effectuée par un domaine très conservé dans l'évolution, appelé domaine G, caractéristique de l'ensemble de cette superfamille. Cette hydrolyse est en général couplée à un autre processus biologique, comme la transduction de signal dans la cellule. Les GTPases appartiennent à la catégorie EC 3.6.5 de la nomenclature internationale des enzymes.

## Exemples de GTPase
- KRAS
- RAB39B